# Acanthodis tessellata
Acanthodis tessellata är en insektsart som först beskrevs av Brunner von Wattenwyl 1895.  Acanthodis tessellata ingår i släktet Acanthodis och familjen vårtbitare. Inga underarter finns listade i Catalogue of Life.